# Постріл в тумані
«Постріл в тумані» (рос. «Выстрел в тумане») — радянський пригодницький фільм про шпигунів 1963 року. Прем'єра відбулася 8 червня 1964 року.

## Сюжет
Перша ж робота молодого вченого Ігоря Пантелєєва викликала сенсацію. Не дивно, що ним зацікавилася іноземна розвідка. Радянські чекісти вживають заходів щодо захисту вченого. Ім'я Пантелєєва зникає зі сторінок газет і журналів. Вченого переводять на роботу в інший НДІ, змінивши прізвище на Євдокимова. Але завдяки випадковості, закордонні шпигуни знайшли наукового співробітника. Під час полювання, любителем якого був Пантелєєв-Євдокимов, був викрадений черевик вченого із залишками ґрунту з полігону, де проводилися випробування під його керівництвом, а також записка з формулами, які противник міг би використовувати в своїх цілях. Офіцер держбезпеки, який супроводжував вченого, погнався за викрадачем, але був важко поранений. Чекісти розкривають злочин і знешкоджують ворога.

## У ролях
- Володимир Краснопольський —  Ігор Матвійович Євдокимов, він же Пантелєєв
- Ліонелла Скирда —  Марина Миронова
- Юрій Горобець —  підполковник Олексій Миколайович Кисельов
- Роман Хомятов —  офіцер КДБ Микола Лагутін
- Михайло Майоров —  Володимир Петрович, генерал КДБ
- Володимир Колчин —  Щербаков
- Борис Кожухов —  Родін
- Бруно Оя —  аташе Бінклі
- Андрій Файт —  містер Грін, полковник держбезпеки
- Микола Рушковський —  Мєзєнцев
- Віктор Байков —  перукар Самарін, він же агент «Католик»
- Галина Шостко —  секретар Бінклі
- Анатолій Адоскін —  Смілкіс
- Олександра Денисова —  Зоя Степанівна
- Микола Прокопович —  представник видавництва «Космос»
- Юрій Мочалов — епізод
- Рудольф Рудін —  Женя  (немає в титрах) — дебют в кіно

## Знімальна група
- Сценаристи:  Володимир Алексєєв,  Михайло Маклярський
- Режисери:  Анатолій Бобровський,  Олександр Сєрий
- Оператор: Володимир Боганов
- Художник: Микола Маркін
- Композитор:  Олександр Флярковський